# Michaela Dubcová
Michaela Dubcová (* 17. Januar 1999 in Valašské Meziříčí) ist eine ehemalige tschechische Fußballspielerin. Bis zu ihrem Karriereende 2023 war sie tschechische A-Nationalspielerin.

## Karriere

### Vereine
Dubcová spielte zunächst und bis ins Jahr 2017 für den 1. FC Slovácko. Dem Jugendalter entwachsen, wurde sie zur Saison 2018/19 von Slavia Prag unter Vertrag genommen und kam in der I. liga žen, der höchsten Spielklasse im tschechischen Frauenfußball zum Einsatz. Zur Saison 2019/20 wurde sie vom italienischen Erstligisten US Sassuolo Calcio verpflichtet. Dort konnte sie allerdings nicht vollends überzeugen und wechselte nach nur einer Saison zurück zu ihrem Ausbildungsverein 1. FC Slovácko. Hier etablierte sie sich rasch wieder in der Startelf und wusste durchaus zu überzeugen. Saisonübergreifend erzielte sie in 39 Spielen 20 Treffer. So unternahm sie in der Saison 2022/23 einen neuen Versuch, in der italienischen Liga Fuß zu fassen und schloss sich dem AC Mailand an. Allerdings gelang es wieder nicht, sich zu etablieren: Dubcová kam in der ganzen Saison zu nur vier kurzen Einsätzen bei insgesamt 22 Einsatzminuten, in der ihr jedoch ein Tor gelang. In der Sommerpause 2023 verkündete sie im Alter von 24 Jahren überraschend ihr Karriereende, da sie „eine neue Herausforderung gebraucht“ habe; ab dato war sie Mitglied des Trainerteams der U-19-Frauenmannschaft der AC Mailand.

### Nationalmannschaft
Dubcová spielte sowohl für die tschechische U17-Nationalmannschaft als auch für die U19-Mannschaft. Mit der U17 nahm sie 2016 an der Europameisterschaft teil, schied jedoch mit ihrer Mannschaft in der Vorrunde aus. Für die tschechische A-Nationalmannschaft debütierte sie beim 1:1-Unentschieden im WM-Qualifikationsspiel gegen Island am 4. September 2018. Ihr elftes und letztes Länderspiel vor ihrem Karriereende war ein 2:1-Sieg gegen Rumänien am 15. November 2022.

## Privates
Michaela Dubcová ist die Zwillingsschwester von Kamila Dubcová.